# Eleições estaduais na Bahia em 1982
As eleições estaduais na Bahia em 1982 ocorreram em 15 de novembro junto com as eleições gerais em 23 estados e nos territórios federais do Amapá e Roraima. Foram eleitos o governador João Durval Carneiro, o vice-governador Edvaldo Flores, o senador Luís Viana Filho, 39 deputados federais e 63 deputados estaduais. Foram observados o voto vinculado, a sublegenda, a proibição de coligações partidárias e foi também a última vez que os eleitores domiciliados no Distrito Federal tiveram seus votos remetidos à Bahia em urnas à parte devido à Lei nº 6.091 de 15 de agosto de 1974.
Eleito governador por via indireta em 1970 após escolha do presidente Emílio Médici, Antônio Carlos Magalhães chegou ao Palácio de Ondina após administrar a cidade de Salvador e presidiu a Eletrobras no Governo Ernesto Geisel. Magalhães retornou ao comando da baiano em 1978 e nesse interlúdio sua liderança deu origem ao "carlismo", vertente política que nestas eleições venceu a disputa direta para governador, algo inédito para os baianos desde a vitória de Lomanto Júnior em 1962.
Todavia, a campanha para o governo estadual foi marcada pelo acidente aéreo que vitimou Clériston Andrade, candidato a governador pelo PDS e seu companheiro de chapa, o deputado federal Rogério Rego, após a queda de um helicóptero em Itapetinga no dia 1º de outubro, onde morreram mais onze pessoas. Clériston Andrade nasceu em Salvador e em 1970 foi nomeado prefeito da cidade pelo governador Luís Viana Filho e mantido no cargo por Antônio Carlos Magalhães, que o escolheu presidente do Banco do Estado da Bahia em seu segundo governo.
Diante do infortúnio, a chapa governista foi recomposta com as escolhas de João Durval Carneiro e Edvaldo Flores como candidatos a governador e a vice-governador.  Após um mês de campanha, o PDS venceu a eleição com 60% dos votos. Natural de Feira de Santana e formado em Odontologia em 1953 na Universidade Federal da Bahia, João Durval militou na UDN e na ARENA, elegendo-se vereador em 1954 e 1958 e prefeito em sua cidade natal em 1966. Nas eleições de 1974 e 1978 foi eleito deputado federal. Sua escolha para suceder Clériston Andrade foi facilitada graças à sua atuação como secretário de Saneamento no segundo governo de Antônio Carlos Magalhães.
Nascido em Vitória da Conquista, o vice-governador Edvaldo Flores era engenheiro agrônomo graduado pela Universidade Federal Rural do Rio de Janeiro. Filiado a agremiações como UDN, ARENA e PDS, foi eleito prefeito de Vitória da Conquista em 1954 e deputado federal em 1958, 1966 e 1970, exercendo três outros mandatos como suplente, o último dos quais como substituto efetivo do falecido deputado Rogério Rego.
Na disputa para senador o vitorioso foi Luís Viana Filho. Nascido em Paris e registrado em Salvador, formou-se advogado em 1929 na Universidade Federal da Bahia. Professor, historiador e jornalista, trabalhou em A Tarde. Eleito deputado federal em 1934, teve o mandato extinto pelo Estado Novo e só regressou à política via UDN. Com uma passagem pelo PL, voltou à Câmara dos Deputados em 1945, 1950, 1954, 1958 e 1962. Durante o Regime Militar de 1964 foi chefe da Casa Civil e Ministro interino da Justiça no governo Castelo Branco. Escolhido governador da Bahia pela ARENA em 1966, elegeu-se senador em 1974 e presidiu o Senado Federal por dois anos a partir de 1979. Reeleito pelo PDS, tem seu filho, Luís Viana Neto, como primeiro suplente.

## Resultado da eleição para governador
Segundo o Tribunal Regional Eleitoral houve 2.678.646 votos nominais (85,11%), 366.923 votos em branco (11,66%) e 101.666 votos nulos (3,23%), calculados sobre o comparecimento de 3.147.235 eleitores.
| Candidatos a governador do estado | Candidatos a vice-governador | Número | Coligação            | Votação   | Percentual |
| --------------------------------- | ---------------------------- | ------ | -------------------- | --------- | ---------- |
| João Durval Carneiro PDS          | Edvaldo Flores PDS           | 1      | PDS (sem coligação)  | 1.623.422 | 60,60%     |
| Roberto Santos PMDB               | Rômulo de Almeida PMDB       | 5      | PMDB (sem coligação) | 1.030.111 | 38,46%     |
| Edival Passos PT                  | José Gomes Novaes PT         | 3      | PT (sem coligação)   | 25.113    | 0,94%      |
| Fontes:                           |                              |        |                      |           |            |

## Resultado da eleição para senador
Segundo o Tribunal Regional Eleitoral houve 426.211 votos em branco (13,54%) e 121.607 votos nulos (3,86%), calculados sobre o comparecimento de 3.147.235 eleitores.
| Candidatos a senador da República | Candidatos a suplente de senador                            | Número | Coligação            | Votação   | Percentual |
| --------------------------------- | ----------------------------------------------------------- | ------ | -------------------- | --------- | ---------- |
| Luís Viana Filho PDS              | Luís Viana Neto PDS Nóide Cerqueira PDS                     | 10     | PDS (sem coligação)  | 1.583.008 | 60,90%     |
| Waldir Pires PMDB                 | Clodoaldo Campos PMDB Joviniano Neto PMDB                   | 50     | PMDB (sem coligação) | 991.988   | 38,16%     |
| Sérgio Guimarães PT               | Antônio Plínio de Moura PT João Henrique Santos Coutinho PT | 30     | PT (sem coligação)   | 24.421    | 0,94%      |
| Fontes:                           |                                                             |        |                      |           |            |

## Deputados federais eleitos
São relacionados os candidatos eleitos com informações complementares da Câmara dos Deputados.

Representação eleita
  PDS: 25
  PMDB: 14

| Deputados federais eleitos | Partido | Votação | Percentual | Cidade onde nasceu   | Unidade federativa |
| Jutahy Magalhães Júnior    | PDS     | 118.985 |            | Salvador             | Bahia              |
| Félix Mendonça             | PDS     | 85.298  |            | Conceição do Almeida | Bahia              |
| Francisco Pinto            | PMDB    | 82.247  |            | Feira de Santana     | Bahia              |
| Eraldo Tinoco              | PDS     | 78.258  |            | Ipiaú                | Bahia              |
| Prisco Viana               | PDS     | 78.257  |            | Caetité              | Bahia              |
| Fernando Gomes             | PMDB    | 78.200  |            | Itabuna              | Bahia              |
| Ângelo Magalhães           | PDS     | 68.773  |            | Salvador             | Bahia              |
| Afrísio Vieira Lima        | PDS     | 68.156  |            | Remanso              | Bahia              |
| Jorge Viana                | PMDB    | 66.202  |            | Ilhéus               | Bahia              |
| Rui Bacelar                | PDS     | 65.796  |            | Entre Rios           | Bahia              |
| Wilson Falcão              | PDS     | 62.163  |            | Feira de Santana     | Bahia              |
| Genebaldo Correia          | PMDB    | 60.079  |            | Santo Amaro          | Bahia              |
| Antônio Osório             | PDS     | 59.435  |            | Porto Seguro         | Bahia              |
| Carlos Sant'Anna           | PMDB    | 59.013  |            | Salvador             | Bahia              |
| Leur Lomanto               | PDS     | 57.933  |            | Jequié               | Bahia              |
| Horácio Matos              | PDS     | 54.910  |            | Lençóis              | Bahia              |
| Gorgônio Neto              | PDS     | 51.394  |            | Salvador             | Bahia              |
| Haroldo Lima               | PMDB    | 50.997  |            | Caetité              | Bahia              |
| Djalma Bessa               | PDS     | 50.897  |            | Xique-Xique          | Bahia              |
| Manoel Novaes              | PDS     | 50.064  |            | Floresta             | Pernambuco         |
| Etelvir Dantas             | PDS     | 47.848  |            | Saboeiro             | Ceará              |
| Hélio Correia              | PDS     | 47.789  |            | Macarani             | Bahia              |
| João Alves                 | PDS     | 46.403  |            | Maceió               | Alagoas            |
| Ney Ferreira               | PDS     | 46.057  |            | Salvador             | Bahia              |
| Jairo Azi                  | PDS     | 45.906  |            | Lamarão              | Bahia              |
| Fernando Magalhães         | PDS     | 45.039  |            | Conceição do Almeida | Bahia              |
| Virgildásio de Sena        | PMDB    | 42.100  |            | Santo Amaro          | Bahia              |
| Marcelo Cordeiro           | PMDB    | 41.795  |            | Salvador             | Bahia              |
| Rômulo Galvão              | PDS     | 41.333  |            | Campo Formoso        | Bahia              |
| José Penedo                | PDS     | 39.889  |            | Tucano               | Bahia              |
| Raul Ferraz                | PMDB    | 38.872  |            | Vitória da Conquista | Bahia              |
| Raimundo Urbano            | PMDB    | 38.865  |            | Salvador             | Bahia              |
| José Lourenço              | PDS     | 38.163  |            | Porto                | Portugal           |
| Fernando Santana           | PMDB    | 37.942  |            | Irará                | Bahia              |
| Elquisson Soares           | PMDB    | 37.781  |            | Anagé                | Bahia              |
| Domingos Leonelli          | PMDB    | 36.389  |            | Salvador             | Bahia              |
| França Teixeira            | PDS     | 36.100  |            | Salvador             | Bahia              |
| Francisco Benjamin         | PDS     | 35.543  |            | Aracaju              | Sergipe            |
| Jorge Medauar              | PMDB    | 35.063  |            | Ilhéus               | Bahia              |
| Fontes:                    |         |         |            |                      |                    |

## Deputados estaduais eleitos
Na disputa pelas 63 vagas da Assembleia Legislativa da Bahia o PDS conquistou 40 e o PMDB 23.

Representação eleita
  PDS: 40
  PMDB: 23

| Deputados estaduais eleitos | Partido | Votação | Percentual | Cidade onde nasceu     | Unidade federativa |
| Luís Eduardo Magalhães      | PDS     | 179.522 |            | Salvador               | Bahia              |
| Antônio Olímpio             | PMDB    | 48.935  |            | Itabuna                | Bahia              |
| Murilo Cavalcanti           | PDS     | 42.427  |            | Rio das Pedras         | São Paulo          |
| Paulo Maracajá              | PDS     | 40.744  |            | Salvador               | Bahia              |
| Faustino Lima               | PDS     | 37.944  |            | Paripiranga            | Bahia              |
| Clemenceau Teixeira         | PDS     | 37.163  |            | Salvador               | Bahia              |
| Colbert Martins             | PMDB    | 35.758  |            | Macajuba               | Bahia              |
| Luís Cabral                 | PDS     | 34.267  |            | Salvador               | Bahia              |
| Cleraldo Rezende            | PDS     | 34.252  |            | Ipiaú                  | Bahia              |
| João Carlos Bacelar         | PDS     | 33.891  |            | Entre Rios             | Bahia              |
| Galdino Leite               | PMDB    | 32.450  |            | Aracaju                | Sergipe            |
| José Rocha                  | PDS     | 32.230  |            | Coribe                 | Bahia              |
| Nobelino Dourado            | PDS     | 29.331  |            | Irecê                  | Bahia              |
| Fernando Daltro             | PMDB    | 29.216  |            | Jacobina               | Bahia              |
| Jayme Vieira Lima           | PDS     | 28.850  |            | Feira de Santana       | Bahia              |
| Eujácio Simões              | PDS     | 28.841  |            | Itororó                | Bahia              |
| Jorge Hage                  | PMDB    | 28.539  |            | Itabuna                | Bahia              |
| Reinaldo Braga              | PDS     | 28.351  |            | Xique-Xique            | Bahia              |
| Coriolano Sales             | PMDB    | 26.778  |            | Santa Teresinha        | Bahia              |
| Florisvaldo Carneiro        | PDS     | 26.684  |            | Valente                | Bahia              |
| Raimundo Sobreira           | PDS     | 26.680  |            | Várzea Alegre          | Ceará              |
| Carlos Araújo               | PDS     | 26.361  |            | Conceição do Coité     | Bahia              |
| Barbosa Romeu               | PDS     | 26.339  |            | Salvador               | Bahia              |
| Sebastião Ferreira          | PDS     | 25.305  |            | Barreiras              | Bahia              |
| Edivaldo Lopes              | PDS     | 25.134  |            | Morro do Chapéu        | Bahia              |
| Murilo Leite                | PMDB    | 25.023  |            | Aracaju                | Sergipe            |
| Almir Miranda               | PDS     | 24.715  |            | Baixa Grande           | Bahia              |
| Plínio Carneiro             | PDS     | 24.310  |            | Serrinha               | Bahia              |
| Jurandy Oliveira            | PDS     | 24.304  |            | Ipirá                  | Bahia              |
| Antonio Honorato            | PDS     | 24.213  |            | Salvador               | Bahia              |
| Geraldo Ramos               | PDS     | 23.981  |            | Caravelas              | Bahia              |
| Vilobaldo Freitas           | PDS     | 23.019  |            | Caetité                | Bahia              |
| Augusto Matias              | PDS     | 22.997  |            | São Félix              | Bahia              |
| Filadelfo Neto              | PDS     | 22.475  |            | Entre Rios             | Bahia              |
| Walter Sampaio              | PDS     | 21.473  |            | Jequié                 | Bahia              |
| Leônidas Cardoso            | PDS     | 21.239  |            | Vitória da Conquista   | Bahia              |
| Jairo Sento Sé              | PDS     | 21.221  |            | Juazeiro               | Bahia              |
| Ribeiro Tavares             | PDS     | 20.115  |            | Candeal                | Bahia              |
| Almir Nobre                 | PDS     | 21.006  |            | Prado                  | Bahia              |
| Ernani Rocha                | PDS     | 20.025  |            | Teixeira               | Paraíba            |
| Eliel Martins               | PDS     | 20.009  |            | Candeal                | Bahia              |
| Nestor Duarte               | PMDB    | 19.983  |            | Salvador               | Bahia              |
| Roberto Cunha               | PDS     | 19.945  |            | Salvador               | Bahia              |
| Robério Wanderley           | PDS     | 19.845  |            | Saúde                  | Bahia              |
| Edson Quinteiro             | PDS     | 19.660  |            | Oliveira dos Brejinhos | Bahia              |
| Filemon Matos               | PMDB    | 19.235  |            | Iguaí                  | Bahia              |
| Raimundo Caires             | PMDB    | 18.914  |            | Dom Basílio            | Bahia              |
| Gilberto Miranda            | PDS     | 18.895  |            | Miguel Calmon          | Bahia              |
| Nivaldo Fernandes           | PDS     | 18.834  |            | Itaberaba              | Bahia              |
| Raimundo Ribeiro            | PDS     | 18.791  |            | Central                | Bahia              |
| Iran Gusmão                 | PMDB    | 18.705  |            | Vitória da Conquista   | Bahia              |
| Carlos Augusto Marighella   | PMDB    | 18.105  |            | Rio de Janeiro         | Rio de Janeiro     |
| Sérgio Santana              | PMDB    | 17.962  |            | Teófilo Otoni          | Minas Gerais       |
| Luiz Nova                   | PMDB    | 17.759  |            | Macarani               | Bahia              |
| Oscar Marback               | PMDB    | 17.294  |            | Salvador               | Bahia              |
| Daniel Gomes                | PMDB    | 17.128  |            | Itabuna                | Bahia              |
| José Amando                 | PMDB    | 16.222  |            | Itaberaba              | Bahia              |
| Almir Araújo                | PMDB    | 16.212  |            | Ituaçu                 | Bahia              |
| Arquimedes Franco           | PMDB    | 16.014  |            | Salvador               | Bahia              |
| Guttemberg Amazonas         | PMDB    | 15.236  |            | Itabuna                | Bahia              |
| Jayme Mascarenhas           | PMDB    | 15.142  |            | Prado                  | Bahia              |
| Abigail Feitosa             | PMDB    | 15.071  |            | Tauá                   | Ceará              |
| Luiz Umberto                | PMDB    | 14.624  |            | Tremedal               | Bahia              |
| Fontes:                     |         |         |            |                        |                    |